# セレン
セレン（英: selenium [sɨˈliːniəm]、独: Selen [zeˈleːn]）は元素記号が Se である原子番号34の元素。カルコゲン元素の一つ。ヒトの必須元素の1つでもある。

## 名称
セレンはギリシャ神話の月の女神セレネから命名されている。これは、周期表上でひとつ下に位置するテルル（ラテン語で地球を意味する Tellus から命名）より後に発見され、性質がよく似ていたためである。あるいは地球の「上」に位置するためとも言われる。
セレンのように、周期表上で並ぶ元素が天体の配置になぞらえて命名された例は、ウラン・ネプツニウム・プルトニウムにも見られる。

## 性質
いくつかの同素体が存在するが、常温で安定なのは六方晶系で鎖状構造をもつ灰色セレン（金属セレン）である。灰色セレンの融点は217.4 °C（異なる実験値あり）で、比重は4.8である。他の同素体として、赤色で単斜晶系のα, β, γセレン、ガラス状の無定形セレンなどがある。-2, 0, +2, +4, +6価の酸化状態を取り得る。水に不溶だが、二硫化炭素 (CS2) には溶ける。また、熱濃硫酸と反応する。燃やすと不快臭のある気体（二酸化セレン）が発生する。硫黄に性質が似ている。
セレンは自然界に広く存在し、微量レベルであれば人体にとって必須元素であり、抗酸化作用（抗酸化酵素の合成に必要）がある。克山（クーシャン）病（Keshan disease：中国の風土病）やカシン・ベック病 (Kashin-Beck disease) の原因としてセレン欠乏が考えられている。一方、必要レベルの倍程度以上で毒性を示すため、過剰摂取には注意が必要である。
また環境影響としては、水質汚濁、土壌汚染に係る環境基準指定項目となっている。これはセレンの性質が硫黄にきわめてよく似るため、高濃度のセレン中では含硫化合物中の硫黄原子が無作為にセレンに置換され、その機能を阻害されるためである。
自動車業界サプライチェーンにおける製品含有管理物質リスト「GADSL」には、日本の廃棄物処理法を法的根拠として、セレンが収載されており、金属セレンそのものはD(要申告物質)、化合物42種類のうち4種類がP(使用禁止物質)、15種類がD/P(条件付き禁止)に分類されている。
廃棄物処理法では、特定業種・施設から排出される燃え殻・汚泥・廃油などに含まれるセレンの量が、0.3もしくは1mg/Lを超えると特別管理産業廃棄物として規制される。

## 産出
セレンを主成分とする鉱物は、銅あるいは銀との化合物のセレン銀鉱やセレン銅銀鉱が知られるが、産出量の少ない鉱物であるため鉱石として利用はされない。硫黄化合物として産出することが多いため、工業的には硫酸製造の際の沈殿物や銅精錬時の副産物を精錬し得る。
21世紀になって中国での生産量が増加するまでは、日本が世界最大の生産国だった。セレンの生産は、銅の電解精錬時の副産物である銅電解スライムからの精製が中心となっている。このためセレンの生産量はセレン原料の産出量とは一致しておらず、銅製錬による銅生産量との相関が強い。セレンの主な生産国は、中国、日本、ドイツ、ベルギー、カナダになっている。アメリカも20世紀までは生産していたが21世紀になってから生産していない。生産量は2020年が2,900トン、予想埋蔵量は100,000トンである。
| 産出国       | 2019  | 2020  |
| ------------ | ----- | ----- |
| 中国         | 1,100 | 1,100 |
| 日本         | 740   | 750   |
| ドイツ       | 300   | 300   |
| ベルギー     | 200   | 200   |
| ロシア       | 150   | 150   |
| フィンランド | 115   | 100   |
| ポーランド   | 64    | 65    |
| カナダ       | 57    | 60    |
| トルコ       | 50    | 50    |
| ペルー       | 40    | 40    |
| スウェーデン | 19    | 20    |
| その他       | 45    | 45    |

## 用途
金属セレンは、半導体性、光伝導性がある。これを利用してコピー機の感光ドラムに用いられる。またセレンは整流器（セレン整流器）に使われたり、光起電効果によりカメラの露出計やガラスの着色剤、脱色剤に使われる。

## 歴史
1817年、スウェーデンの化学者イェンス・ベルセリウスとヨハン・ゴットリーブ・ガーンによって発見された。2人はスウェーデンに化学工場を持ち、鉛室法で硫酸を生産していた。ファールン鉱山の黄鉄鉱 (Pyrite) は鉛室の中で赤い沈殿物を作り、それがヒ素化合物と推定されたために硫酸の製造は中止された。この赤い沈殿物を燃やすとテルル化合物の場合と同様にホースラディッシュのような臭いがすることを確認したため、当初ベルゼリウスはこれがテルル化合物と考えた。しかしファールン鉱山の鉱物の中にテルル化合物がないことから、やがてベルセリウスは赤い沈殿物を再分析し、1818年に硫黄とテルルに似た新元素と考えた。地球から名付けられたテルルに似ていることから、ベルセリウスはこの新元素を月にちなんでセレンと名付けた。
1873年にウィルビー・スミス (Willoughby Smith) らが灰色セレンの電気抵抗が周囲の光に依存することを発見した。セレンを使用した光電池が1870 年代半ばにヴェルナー・フォン・ジーメンスによって開発され、セレンを用いた最初の商用製品となった。セレン電池は、1879年にアレクサンダー・グラハム・ベルが開発した光電池にも使用された。セレンは光の量に比例した電流を流すことを利用して、光量計などが設計された。1876年にアダムス (Adams) とデイ (Day) らがセレンと金属との接合面における光起電力効果を確認した。
セレンの半導体特性は、電子工学分野において多くの利用された。セレン整流器の開発は1930年代初期から始まったが、より効率的な酸化銅整流器に、その後はより安価でさらに効率の高いシリコン整流器に取って代わられた。
1883年、チャールズ・フリッツがセレンに薄い金の膜を接合した、セレン光起電力セル (Photovoltaic Cell) を作製した。このセルは現在で言うショットキー接合を使ったもので、変換効率はわずか1%程度であった（現在の太陽電池はpn接合を用いる）。この発明は1960年代まで光センサーとして、カメラの露出計等に広く応用された。
セレンは後に工業労働者に対する毒性という観点で医学的に注目されるようになった。またセレン含有量の多い植物を食べた動物に見られる重要な獣医学的毒物としても認識されるようになった。1954年、生化学者のジェーン・ピンセントによって、セレンの特定の生物学的機能の最初のヒントが微生物で発見された。 1957年に哺乳類の生命に必須であることが見出された。1970年代には、2つの独立した酵素のセットに存在することが明らかにされた。これに続いて、タンパク質中のセレノシステインが発見された。1980年代には、セレノシステインがUGAというコドンによってコードされていることが示された。その再コード化のメカニズムは、まずバクテリアで、次に哺乳類で解明された。

## セレンの化合物

### 酸化物とオキソ酸
- 一酸化セレン (SeO)
- 二酸化セレン (SeO2)
- 三酸化セレン (SeO3)

セレンのオキソ酸は慣用名をもつ。次にそれらを挙げる。
| オキソ酸の名称                                | 化学式 | 構造式 | オキソ酸塩の名称                               | 備考                                   |
| --------------------------------------------- | ------ | ------ | ---------------------------------------------- | -------------------------------------- |
| 亜セレン酸 (selenous acid)                    | H2SeO3 |        | 亜セレン酸塩 ( - selenite)                     |                                        |
| セレン酸 (selenic acid)                       | H2SeO4 |        | セレン酸塩 ( - selenate)                       | 強酸である。                           |
| ペルオキソ一セレン酸 (peroxomonoselenic acid) | H2SeO5 |        | ペルオキソ一セレン酸塩 ( - peroxomonoselenate) | 三酸化セレンと過酸化水素から作られる。 |

※ オキソ酸塩名称の '-' にはカチオン種の名称が入る。

### ハロゲン化物
- 四フッ化セレン (SeF4)
- 六フッ化セレン (SeF6)
- 四塩化セレン (SeCl4)
- 四臭化セレン (SeBr4)
- 四ヨウ化セレン (SeI4)

### 有機セレン化合物
セレンに有機基が結合した化合物として、セレノール (RSeH)、セレニド (RSeR') など多くの種類の化合物が知られる。

### 鉱物
- セレン銀鉱 (Ag2Se)
- セレン銅銀鉱 (CuAgSe)

### その他
- セレン化水素 (H2Se)
- 塩化セレニル (SeOCl2)
- セレノシステイン - アミノ酸の1種、特殊なタンパク質中に見出される
- セレノメチオニン - セレノシステインとは異なりタンパク質の構造や機能には影響を与えない
- セレン化亜鉛 (ZnSe) - 赤外線を透過させる光学素子として最も良く使用される光学材料

## 生体内のセレン
セレンはセレノシステインとしてタンパク質に組み込まれ、主にセレノプロテインとして働く。セレンはビタミンEやビタミンCと協調して、活性酸素やラジカルから生体を防御すると考えられている。
セレノプロテインには抗酸化に関与するグルタチオンペルオキシダーゼ、チオレドキシン還元酵素、甲状腺ホルモンを活性化するテトラヨードチロニン-5'-脱ヨウ素化酵素、セレンを末梢組織に輸送するセレノプロテインPなどがある。
セレンは欠乏量と中毒量の間の適正量の幅が非常に狭い。セレン過剰症として、悪心、吐き気、下痢、食欲不振、頭痛、免疫抑制、高比重リポ蛋白 (HDL) 減少などの症状がある。一方、欠乏症は貧血、高血圧、精子減少、ガン（特に前立腺ガン）、関節炎、早老、筋萎縮、多発性硬化症などが知られている。ただし、ヒトにおいて、セレン単独の欠乏では、これらの症状が認知されていない（動物実験レベルではセレン単独の欠乏症状が認められている）。
セレンは肉や植物など日常で摂取する食材に含まれており、欠乏症はさほど多くはないが、食品、特に植物性のものに含まれるセレン含量は生育する土壌中のセレン含量に左右される。そのため、セレン含量の乏しい土地の住人にセレン欠乏が見られる。そのような土地として中国黒竜江省の克山県があり、鬱血性心不全を特徴とする克山病が知られている。患者にセレンを補給することにより改善するため、セレンが深く関与すると考えられている。また、中国河南省の林県もセレン含量の低い土壌で、この土地では胃癌の発生頻度が高いことが知られているが、こちらにはニトロソ化合物が影響しているという説もある。
また、血液中のセレン濃度と前立腺ガンの相関性が指摘されており、血液中セレン濃度の低下は前立腺ガンのリスクファクターと言われる。セレンの補充は前立腺ガンのリスクを軽減するとの報告もある。ただし、取り過ぎは前立腺ガンのリスクを軽減しないどころか、皮膚がんのリスクを高めると言われる。
前述のように、ヒトではセレン単独の欠乏症状が見られない。したがって、セレン欠乏は、欠乏症の二次的な要因となると考えられている。すなわち、ビタミンEなどと協調してはたらくため、両栄養素の欠乏症状の相乗作用により現れると考えられる。また、克山病ではセレン欠乏が、コクサッキーウイルスの変異を促し、病原性の獲得および増大をもたらすと考えられている。

### 輸液・透析
経口摂取が不可能になって輸液頼みであったり、タンパク質の摂取が制限されている透析患者ではセレンは不足しがちである。
余命の短い透析患者ではセレンの血中濃度が有意に低いとする研究がある。
透析の過程でセレンが流出してしまっているとする研究もあるが、これを否定する研究もありいまいちよくわかっていない。
セレンは透析患者の2大死因である感染症と心血管病に関わる可能性があり、基準値の策定、治療介入の必要性が指摘されている。

### 摂取量
人体には体重1 kgあたり、約0.17 mg程度含まれると言われ、1975年にヒトでの必須性が認められた。セレンの食事摂取基準は2020年版の日本人の食事摂取基準によると、推定平均必要量が25 (20) µg、推奨量が30 (25) µg、上限量が450 (350) µgである（数値は成人男性、かっこ内は成人女性）。ただし、妊婦は更に5 µgの付加量、授乳婦は15～20 µgの付加量となっている。日本人の平均的なセレンの摂取量は100 µg/日とされ、中毒を起こす摂取量は800 µg以上とされている。
東京都は、日本人の摂取量は推奨量をすでに超えている為、「通常はサプリメントとして摂取する必要はないと考えられる」。さらに、「一日許摂取量が上限量に近い栄養補助食品が存在し、上限量を超える可能性がある、この様な物は栄養補助食品として販売されることが問題である」としている。
日本では法規制のため、経腸栄養剤（エンシュアなど）や病気用の代替乳（アレルゲン除去ミルクなど）にセレンなどを添加できず欠乏症に注意が必要となる。
過剰摂取は健康に影響を及ぼし、次の症状を引き起こすことがある。
皮膚炎や脱毛、爪の変形、爪の脱落、顔面蒼白、末梢神経障害、舌苔、うつ状態、胃腸障害、呼気のニンニク臭、運動失調、呼吸困難、神経症状、下痢、疲労感、焦燥感、心筋梗塞、腎不全など。実際に過剰な含有量のダイエット食品を摂食し、健康被害を生じた例がある。
| ライフステージ                   | 摂取推奨量 |
| -------------------------------- | ---------- |
| 生後6カ月                        | 15 mcg     |
| 幼児7-12カ月                     | 20 mcg     |
| 小児1-3歳                        | 20 mcg     |
| 小児4-8歳                        | 30 mcg     |
| 小児9-13歳                       | 40 mcg     |
| 10歳代14-18歳                    | 55 mcg     |
| 成人19-50歳                      | 55 mcg     |
| 成人51-70歳                      | 55 mcg     |
| 成人71歳以上                     | 55 mcg     |
| 妊娠している女性（10歳代も含む） | 60 mcg     |
| 授乳中の女性（10歳代も含む）     | 70 mcg     |

## 関連法規
- 消防法（貯蔵等の届出を要する物質）
- 毒物及び劇物取締法（毒物）
- 医薬品、医療機器等の品質、有効性及び安全性の確保等に関する法律（医薬品医療機器等法）
- 労働基準法（疾病化学物質）
- 労働安全衛生法
- 環境基本法（水質汚濁、土壌汚）
- 下水道法（水質基準：0.1 mgSe/L）
- 水質汚濁防止法（排水基準：0.1 mgSe/L）
- 特定化学物質の環境への排出量の把握等及び管理の改善の促進に関する法律（化学物質排出把握管理促進法、第一種指定化学物質（セレン及びその化合物））